# 野狐禅
野狐禅（やこぜん）とは、禅宗において、禅に似て非なる邪禅のこと。「無門関」第2則の「百丈野狐」に出る語である。野狐（やこ）とは低級な妖狐の1つ。野狐精（やこぜい）、野狐身（やこしん）、また生禅（なまぜん）ともいう。
「仏法は無我にて候」として真実の仏陀は自我を空じた無我のところに自覚体認されるはずのものなのに、徒（いたずら）に未証已証（みしょう・いしょう、いまだ証していないのに既に証覚を得た）という、独り善がりの大我禅者をいう。いわゆる魔禅の1つ。
「無門関」第2則の「百丈野狐」の公案には、前世に百丈山にいた老人が、かつて覚った者は「因果に落ちない」と言い、「空」の境涯のみを持ち上げて因果の理法を無視したが為に、五百生の間、野狐身の畜生道に堕したという話がある。この話からいったんの「空」の無相の境涯に捉われて、真に妙有・妙用（みょうう・みょうゆう）の境地に達しないのに、自ら覚り終ったとする独り善がりの増上慢（ぞうじょうまん）の禅をたとえて言ったものである。